# Wooden Shjips
Ne doit pas être confondu avec Wooden Ships.
Wooden Shjips est un groupe de rock indépendant américain, originaire de San Francisco, en Californie. Il est actif depuis 2006. Ils sont actuellement signés chez Thrill Jockey Records.

## Biographie
Wooden Shjips est formé à San Francisco, en Californie, en 2006. L'un des membres des Wooden Shjips, Ripley Johnson, participe en parallèle à un groupe appelé Moon Duo.
Le premier album du groupe est publié en 2007 par le label Holy Mountain, suivi d'un deuxième intitulé Dos en 2009. Le troisième album du groupe West, sort en 2011 et est le premier publié chez Thrill Jockey. Le quatrième Back to Land est, lui, publié en fin d'année 2013.

## Style musical et influences
Le style des Wooden Shjips est influencé par le rock psychédélique, alliant rythmes répétitifs et guitares saturées. Il est décrit expérimental, minimaliste, drone rock et « rock psychédélique spacey ». Ils sont comparés à Suicide, Loop, The Velvet Underground, The Doors, Soft Machine et Guru Guru,,.

## Discographie

### Albums studio
- 2007 : Wooden Shjips (CD et 33 tours, Holy Mountain Records)
- 2008 : Volume 1 (CD et 33 tours, Sick Thirst Records)
- 2009 : Dos (CD et 33 tours, Holy Mountain Records)
- 2010 : Volume 2 (CD et 33 tours, Sick Thirst Records)
- 2011 : West (CD et 33 tours, Thrill Jockey Records)
- 2013 : Back to Land (CD et 33 tours, Thrill Jockey Records)
- 2018 : V (CD et 33 tours, Thrill Jockey Records/Differ-Ant)

### Singles
- 2010 : O’ Tannenbaum (45 tours, Sick Thirst Records)